# France Slana
France Slana, né le 26 octobre 1926 et mort le 25 avril 2022 à Škofja Loka, est un peintre, collectionneur et illustrateur slovène.

## Biographie
En 1942, il s'inscrivit à la Kunstgewerbe Meisterschule de Graz et rencontra Hinko Smrekar, qui donnait des cours de dessin. Il a ensuite commencé à peindre des produits en bois dans l'atelier d'Ivan Vaupotic. En 1944, il rejoignit les partisans, où il rencontra Božidar Jakac, Vit Globočnik et Ivo Šubic à Čermošnjice.
France Slana fut diplômée en 1949 de l'Académie des Beaux-Arts de Ljubljana (en) avec le professeur Gabrijel Stupica (de) et Nikolaj Pirnat (en). Il gagna sa vie en tant qu'illustrateur et dessinateur pour divers journaux.
Il vit et travaille à Krka. Depuis 40 ans, il aime se rendre sur l'île de Krapanj pour peindre, notamment des aquarelles
Le château de Podsreda présente une exposition permanente de ses œuvres.

## Galerie

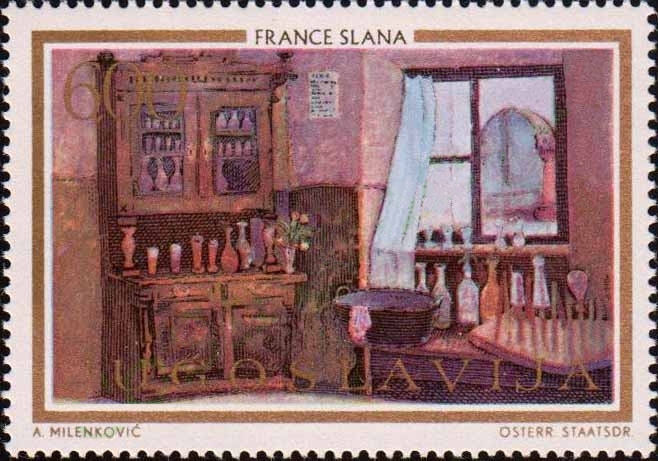
Timbre yougoslave de 1973 : Hôtel à Stara Loka